# 米山トンネル (国道8号)
米山トンネル（よねやまトンネル）は、新潟県柏崎市上輪から同市米山町にかけて通る国道8号のバイパス道路のトンネル。
日本海沿いの狭隘道路や米山町中心部を避けて作られている。

## 概要
- 起点：新潟県柏崎市上輪
- 終点：新潟県柏崎市米山町
- 車線数：2車線

## 旧道
- 柏崎市上輪 - 柏崎市米山町：柏崎市道